# صدف توت‌فرنگی آرام
صدف توت فرنگی آرام (نام علمی: Fragum unedo) نام یک گونه از تیره صدف راه‌راه است.این گونه صدف در اقیانوس هند-آرام یافت می شود.این گونه یکی از بزرگترین انواع صدف ها در این خانواده محسوب می‌شود که طولش می‌تواند به ۶.۵سانتی متر برسد.امابیشتراعضای این گونه صدف به ۴ سانتی متر می رسد.این گونه در موریس، سری لانکا، ژاپن یافت می شود.